# Orangeville (Utah)
Orangeville es una ciudad en el condado de Emery , estado de Utah, Estados Unidos. Según el censo de 2000 la población era de 1.398 habitantes.

## Geografía
Orangeville se encuentra en las coordenadas 39°13′37″N 111°3′22″O / 39.22694, -111.05611
Según la oficina del censo de Estados Unidos, la ciudad tiene una superficie total de 3,4 km². No tiene superficie cubierta de agua.
- Datos: Q482419
- Multimedia: Orangeville, Utah / Q482419